# Michaelskirche (Wieseck)

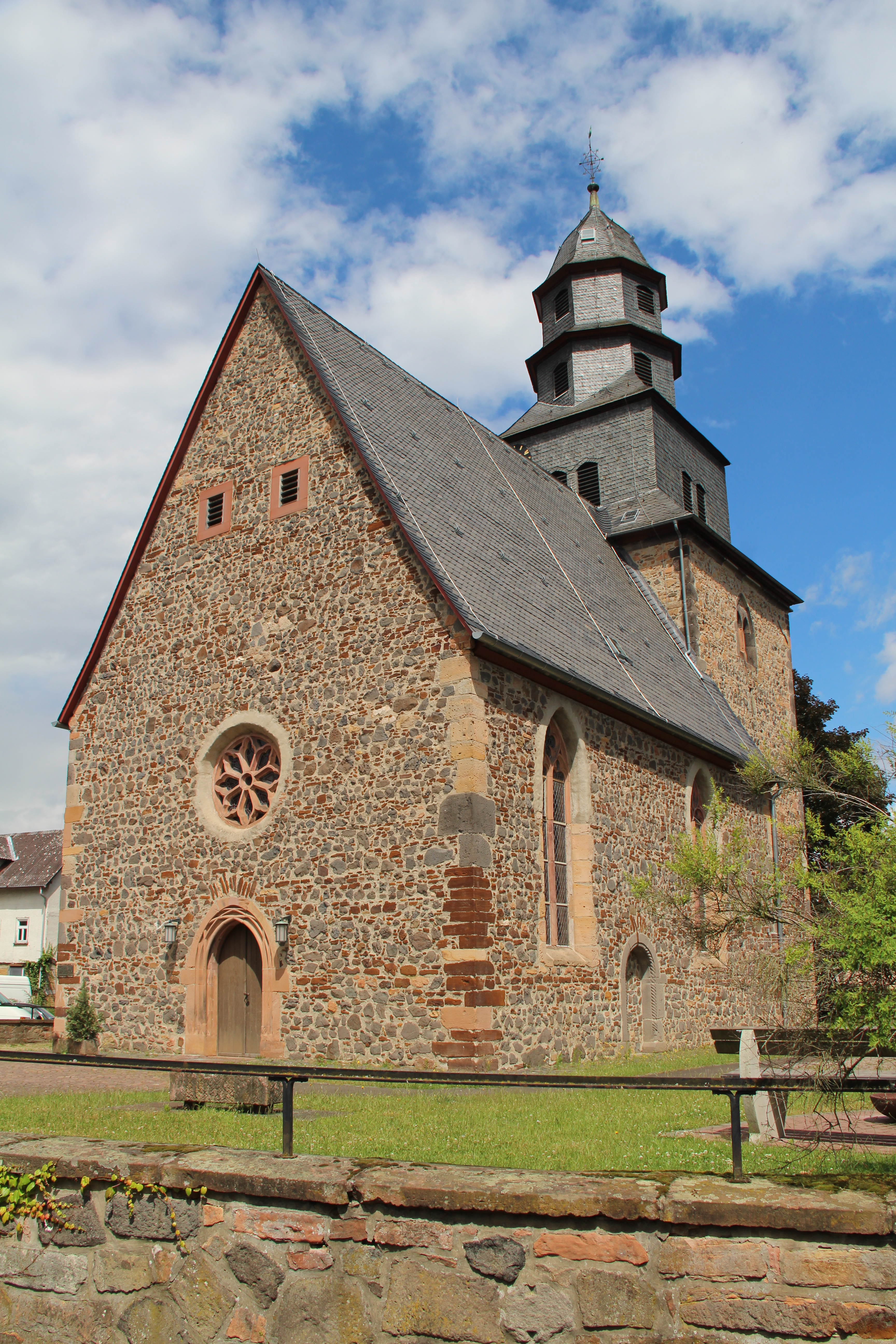
Kirche von Südwesten

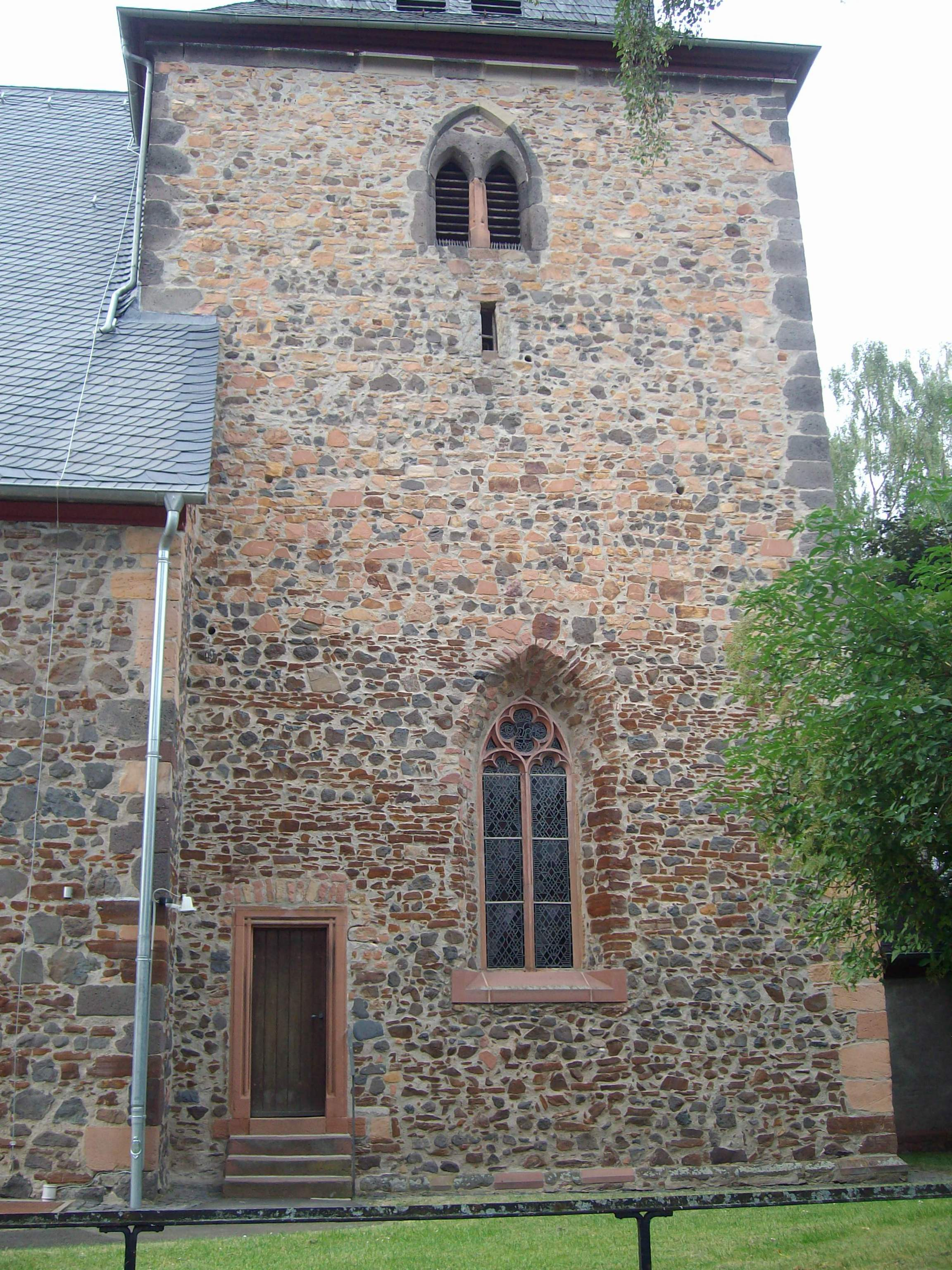
Südseite des Turms

Die evangelische Michaelskirche in Wieseck, einem Stadtteil von Gießen im Landkreis Gießen in Mittelhessen, geht auf das 13. Jahrhundert zurück. Die Kirche mit ihrem Chorturm, der von einem dreistufigen Haubenhelm bekrönt wird, prägt das Ortsbild und ist hessisches Kulturdenkmal.

## Geschichte
In einer Schenkungsurkunde wird eine selbständige Eigenkirche in Wieseck im Jahr 778 erwähnt, als der iro-schottische Abt Beatus von Honau sie seinem Kloster Honau übertrug. Sie war eine seiner sieben Eigenkirchen im Raum Oberhessen, die Teil einer Kette von Kirchen am Rande des Vogelsberges in der Wetterau lagen. In einer Abschrift aus dem Jahr 1079 heißt es: „Et etiam ecclesiam in lognann in curte nuncupata Wisicha  …“ (Und auch die Kirche im Lahngau im Hof der Wisicha genannt wird …). Bereits um 900 war die Wiesecker Kirche nicht mehr im Honauer Besitz. Vermutlich ging das Patronatsrecht an die Mutterkirche in Großen-Linden über, die es bis 1585 ausübte.
Kirchlich gehörte Wieseck im Hochmittelalter zur Diözese Mainz. Die Pfarrgemeinde war ab dem 12. Jahrhundert dem Dekanat Wetzlar und Archidiakonat St. Lubentius Dietkirchen im Bistum Trier zugeordnet und sendpflichtig nach Großen-Linden. Erstmals ist für das Jahr 1265 ein Pleban namens Henricus nachgewiesen. Zur selbstständigen Pfarrei wurde Wieseck möglicherweise im 13. Jahrhundert, aber wahrscheinlich erst in der ersten Hälfte des 14. Jahrhunderts erhoben.
An der Stelle der alten (hölzernen) Kirche wurde im 13. Jahrhundert ein steinernes Gotteshaus mit einem quadratischen Ostturm errichtet. Der Altar war den Heiligen Valentinus, Barbara, Dorothea und Katharina geweiht. Schutzpatron der Kirche wurde der Erzengel Michael.
Zur Vergrößerung des Kirchenschiffs wurde die Südmauer im Jahr 1493 weiter nach außen verlegt. In die Mauer integriert wurde ein spätromanisches Portal, vermutlich das alte Hauptportal. In diesem Zuge wurde der Triumphbogen im Chor vergrößert, worauf ein Kämpferrest am nördlichen Bogenpfeiler hinweist. Zudem wurden das Chorgewölbe eingezogen und die spätgotischen Maßwerkfenster und die Sakramentsnische geschaffen.
In der Reformationszeit wechselte Wieseck zum evangelischen Bekenntnis. Erster protestantischer Pfarrer war Gerhard Steuper (Verginius) von Hachenburg, der hier von 1531 bis 1545 wirkte.
Die barocke Turmhaube entstand nach dem großen Brand von 1646. 1873/74 fand eine Innenrenovierung statt, nachdem 1867 ein Blitzschlag der Kirche und dem Turm Schäden zugefügt hatte. Die Nord-Westempore wurde um eine Südempore erweitert und neue Einrichtungsgegenstände angeschafft (Altar, Kanzel und Gestühl).
Als im Jahr 1900 eine neue Orgel auf der Westempore eingebaut wurde, beseitigte man die Chorempore. Das Ostfenster wurde wieder freigelegt und die vier Fenster im Langhaus um 80 cm erhöht. Bei der Innenrenovierung im Jahr 1925 wurden die alten Malereien freigelegt. Eine weitere Renovierung des Innenraums erfolgte 1973/74, bei der spätmittelalterliche Malereien im nördlichen Schiff entdeckt wurden.

## Architektur

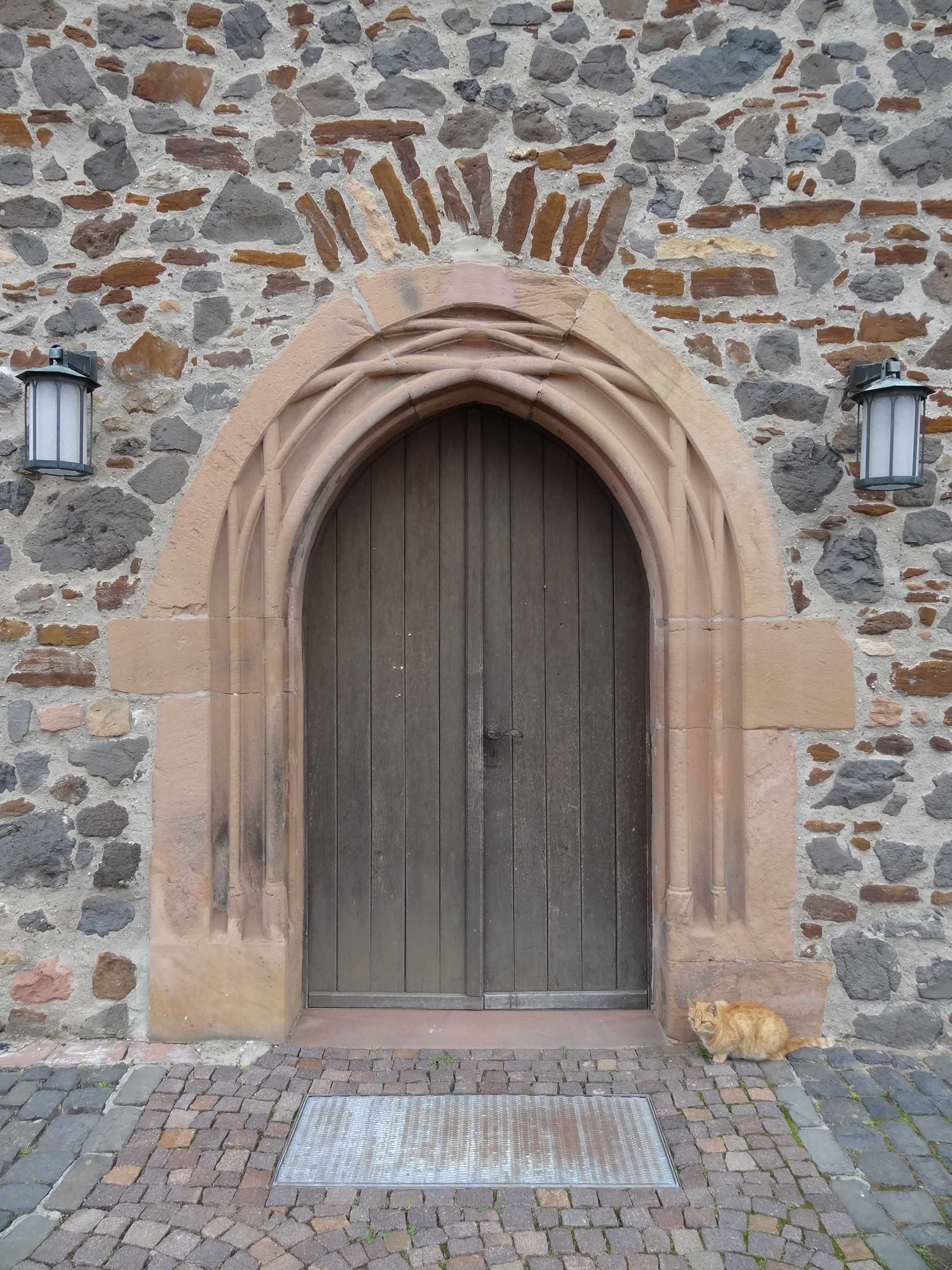
Westportal

Die geostete Kirche ist auf einer kleinen Erhebung, dem „Herrenberg“, im alten Ortszentrum aus Bruchstein errichtet. Das Langhaus im Westen wies ursprünglich dieselbe Breite wie der Turm auf. Heute liegt noch die Nordmauer in einer Flucht mit dem Turm. Das Schiff ist auf rechteckigem Grundriss errichtet und wird von einem steilen Satteldach abgeschlossen. Die beiden Langseiten werden durch je zwei spitzbogige Fenster gegliedert. In den Spitzbögen des Maßwerks finden sich an der Nordseite Dreipass und Fünfpass, an der Südseite Vierpass und Fischblasen. Die später erhöhten Spitzbögen weisen Gewände aus Lungstein auf. An der Südseite haben die beiden Fenster im unteren Teil Gewände aus rotem Sandstein. Über dem leicht spitzbogigen, spätgotischen Westportal mit Überstabungen in Sandsteingewände befindet sich eine achtteilige Fensterrose aus dem 19. Jahrhundert. In der Nordseite ist ein kleines hochsitzendes, spitzbogiges Fenster mit Lungsteingewände aus dem 13. Jahrhundert zugemauert. Das spätromanische Portal mit Taustab in grauem Sandsteingewände, das später in die zurückgesetzte Südwand als Spolie eingefügt wurde, ist zugemauert.
Der mächtige Chorturm im Osten auf quadratischem Grundriss ist ungegliedert aus Bruchstein gemauert. Er kann durch ein rechteckiges Portal an der Südseite aus rotem Sandstein betreten werden. Im unteren Bereich sind an den freien Seiten drei große spitzbogige Maßwerkfenster angebracht, von denen nur das Ostfenster ein Lungsteingewände des 14. Jahrhunderts hat, während die anderen beiden aus dem Ende des 15. Jahrhunderts stammen. Im oberen Bereich des Turmschafts weisen die an den drei freien Seiten kleinen gekuppelten, spitzbogigen Schallarkaden in einer Spitzbogenblende aus dem 13. Jahrhundert auf die ursprüngliche Funktion als Glockenstuhl hin. Die stark gefasten Gewände der Fenster und Blenden sind teils aus Lungstein, teils aus später verwendetem rotem Sandstein gefertigt. Der Turm wird von einer dreistufigen, geschieferten Haube abgeschlossen. Über dem kubusförmigen Untergeschoss verjüngen sich zwei achteckige Geschosse, die von Turmknopf, Kreuz und Wetterhahn bekrönt werden.

## Ausstattung

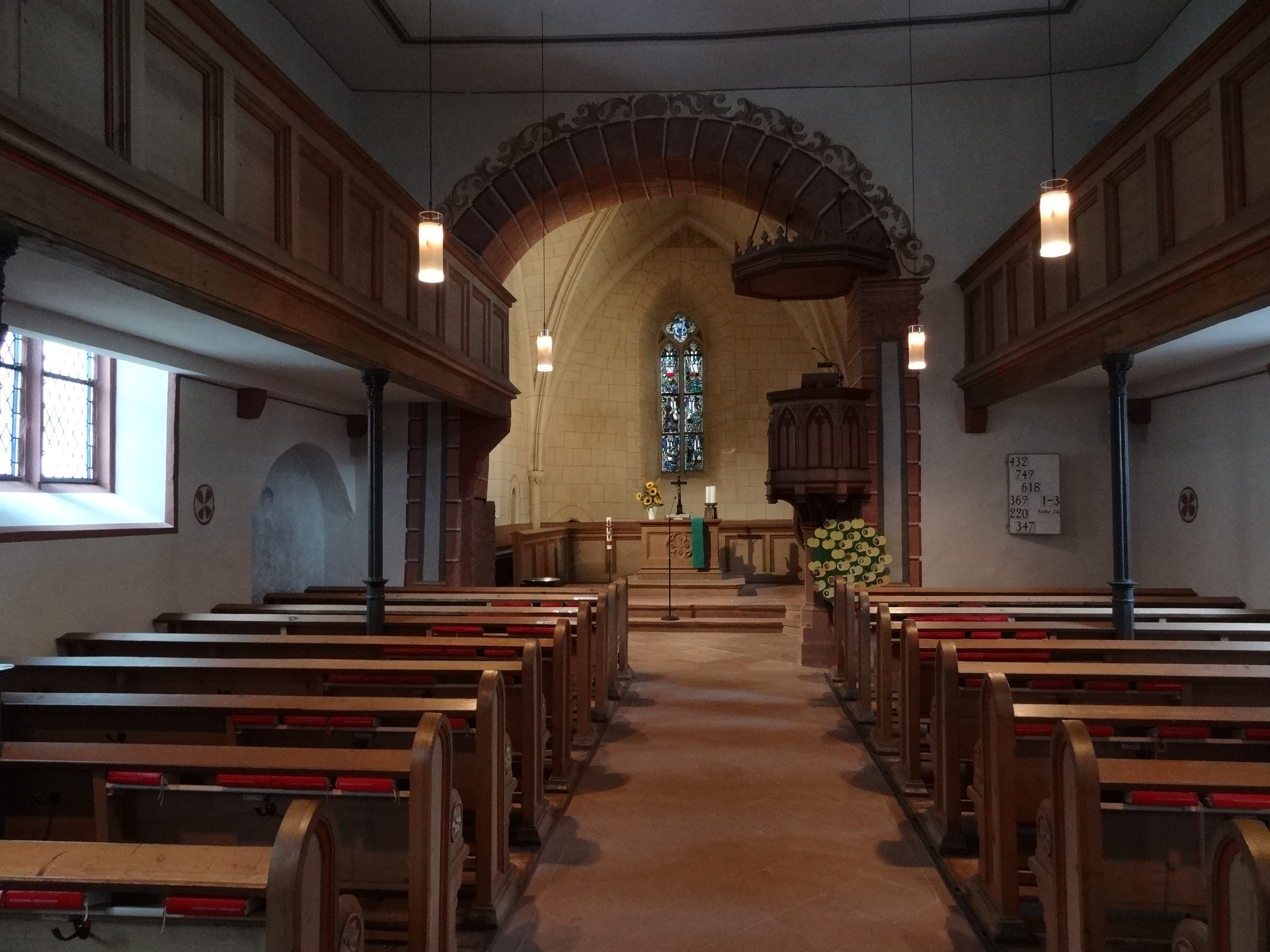
Innenraum Richtung Osten

Der Innenraum ist schlicht gestaltet und wird von einer Flachdecke abgeschlossen.
Der Chorraum ist um zwei Stufen gegenüber dem Schiff erhöht und wird von einem Kreuzgewölbe mit gekehlten Birnstabrippen abgeschlossen. Sie ruhen auf Eckdiensten mit Kapitellen, die mit Laub verziert sind. Die Wände sind mit Malereien des ausgehenden 15. Jahrhunderts ausgemalt. Rote Linien imitieren Quader, von denen einzelne mit floralen Ornamenten, Störchen, Rosetten und Marmorierungen versehen sind. Die Malereien am Chorbogen datieren von 1769 und wurden 1973/74 erneuert und ergänzt. Dargestellt werden gemalte Quader und Säulen und über dem Korbbogen Rankenwerk. In der Nordseite ist eine Sakramentsnische mit spätgotischer Umrahmung mit einem Blattfries und bekrönenden Zinnen angebracht. Die Werkstatt Robert Münch gestaltete 1974 das östliche Chorfenster mit Motiven des Erzengels Michael nach einem Entwurf des Künstlers Heinz Hindorf.
Im Langhaus ist eine dreiseitig umlaufende, kassettierte Empore eingebaut. Altar, neugotische Kanzel und Gestühl wurden 1873/74 geschaffen. An der Südwand neben dem zugemauerten Portal befindet sich ein Weihwasserbecken mit kleinen Zinnen aus spätgotischer Zeit. Ein Grabstein des Pastors Johann Balthasar Steinberger von 1713 ist in der Kirche aufgestellt, dessen Schrifttafel von Akanthusranken umgeben ist; oben halten zwei Putten eine Krone.

## Orgel

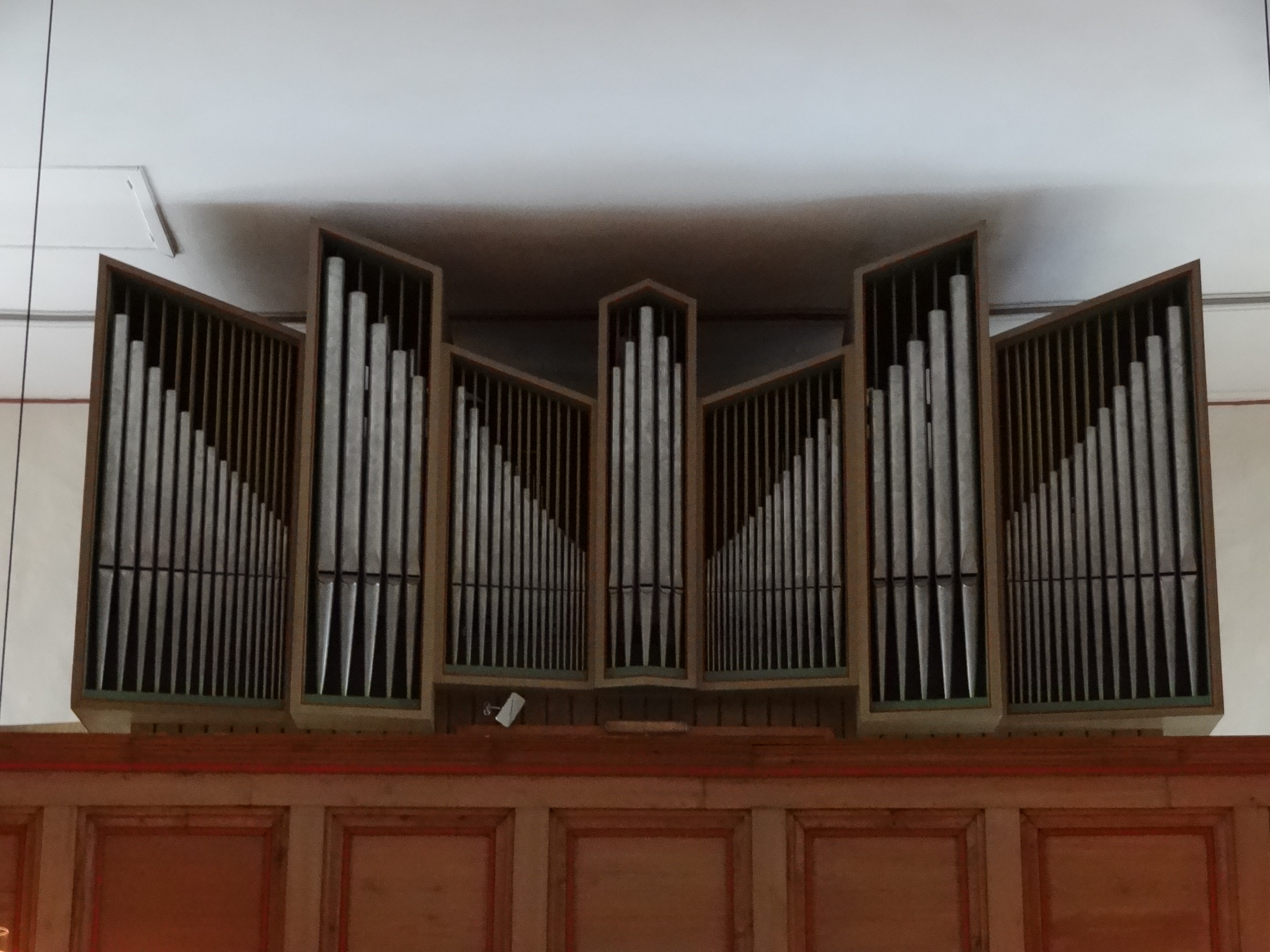
Orgel von 1963

Erst 1862 ist eine Orgel bezeugt, als Reparaturen mit Johann Georg Förster vereinbart wurden. Förster reparierte das Werk 1867 abermals, nachdem es durch Blitzschlag beschädigt worden war. Das Instrument eines unbekannten Orgelbauers verfügte über neun Register auf einem Manual und Pedal. 1873 wurde die Orgel von der „Burschenbühne“ im Chor auf die Westempore umgesetzt. Sie wurde im Jahr 1900 durch ein neues Werk von Förster ersetzt, das 14 Register auf zwei Manualen und Pedal und eine pneumatische Traktur hatte. Die heutige Orgel auf der Westempore schuf Förster & Nicolaus Orgelbau im Jahr 1963. Der Prospekt ist in sieben Pfeifenfelder gegliedert. Das Werk verfügt über 14 Register, die auf zwei Manuale und Pedal verteilt sind, und insgesamt 680 Pfeifen. 1998 wurde die Sesquialtera auf dem zweiten Manual durch ein Krummhorn 8′ ersetzt. Die Disposition lautet wie folgt:
| I Manual C–g3 |    |
| Gedackt       | 8′ |
| Quintadena    | 8′ |
| Principal     | 4′ |
| Blockflöte    | 2′ |
| Mixtur III–IV | 2′ |

| II Manual C–g3 |    |
| Rohrflöte      | 8′ |
| Gedackt        | 4′ |
| Prinzipal      | 2′ |
| Sifflet        | 1′ |
| Krummhorn      | 8′ |

| Pedal C–f1 |     |
| Subbaß     | 16′ |
| Oktavbaß   | 8′  |
| Gemshorn   | 4′  |
| Fagott     | 16′ |

- Koppeln: II/I, I/P, II/P

## Glocken
Die Kirche verfügt über ein Vierergeläut. Die Tonkombination der vier Glocken wird als „Idealquartett“ bezeichnet. Die älteste Glocke datiert von 1680. Im Jahr 1734 wurde eine zweite Glocke mit 90 cm im Durchmesser gegossen, die im Ersten Weltkrieg eingeschmolzen wurde. Sie wurde 1924 durch eine neue Glocke mit 72 cm Durchmesser und 234 kg Gewicht ersetzt. Nachdem diese im Zweiten Weltkrieg eingeschmolzen worden war, schaffte die Gemeinde 1957 als Ersatz eine neue Glocke an. Eine Glocke aus dem Jahr 1690 von Dilman Schmid wurde wahrscheinlich 1817 umgegossen. Sie musste ebenfalls im Zweiten Weltkrieg abgeliefert werden, wurde 1948 aber von einem Lagerplatz in Hamburg zurückgeholt. Im Jahr 1924 stifteten in die USA ausgewanderte Wiesecker die „Lutherglocke“. Sie ging im Zweiten Weltkrieg verloren und wurde 1959 ersetzt.
| Nr. | Jahr | Durchmesser (mm) | Masse (kg) | Schlagton (HT-1/16) | Inschrift | Bild |
| 1   | 1959 |                  | 1.031      | e1                  | Ein feste Burg ist unser Gott Psalm 46 Vers 2 Gestiftet nach dem 1. Weltkrieg von Wieseckern in Amerika, im 2. Weltkrieg eingeschmolzen erneut gegossen 1959, ein Ruf zum Frieden. |      |
| 2   | 1957 |                  | 582,5      | g1                  | „Joh. 14.27 Meinen Frieden gebe ich euch. Seid getrost Joh. 16.53 Den Gefallenen der Gemeinde Gießen-Wieseck“ |      |
| 3   | 1680 | 950              |            | a1                  | „Johann Balthasar Steinberger pastor ecclesiae Wissexensis. beati qui audiunt vocem domini et eam sequuntur. gos mich Johannes Schirnbein in Marburg anno 1680. pulsu ego disruptum nimio iam rursus in usum en populi longum nobile fundor opus. ad verbi auditum sacri iuvenesque et senesque tempore consueto voce sonante vocans.“ |      |
| 4   | 1817 | 700              | 240        | c2                  | |      |

## Kirchengemeinde
Die Kirchengemeinde gehört seit 2001 zum Dekanat Gießen in der Propstei Oberhessen (Evangelische Kirche in Hessen und Nassau in der EKD). 2020 fusionierte die Gemeinde mit der Thomas- und Paulusgemeinde zur Gesamtkirchengemeinde Gießen Nord und hatte bis dahin etwa 4500 Mitglieder, die von zwei Pfarrstelleninhabern betreut wurden.